# Araeomolis robusta
Araeomolis robusta är en fjärilsart som beskrevs av De Toulgoët 1987. Araeomolis robusta ingår i släktet Araeomolis och familjen björnspinnare. Inga underarter finns listade i Catalogue of Life.